# 法曹一元制
法曹一元制（ほうそういちげんせい）とは、弁護士経験者から裁判官・検察官を任用する制度、または法曹経験者から裁判官・検察官を任用する制度をいう。

## 解説

### 沿革
法曹一元制は英米法系の国で採用されている制度である。大陸法系では、キャリア裁判官、キャリア検察官として弁護士経験を必要とせず、直ちに裁判官・検察官に任用されるキャリア制度 (career judiciary) がとられている。
ヘンリー3世の治世の下のイギリスで、弁護士から人民間訴訟裁判所の裁判官を任用するようになり、それが14世紀に慣行化し、更に法曹のギルドである法曹院ができることで確立したとされる。法廷弁護士（バリスタ）から裁判官と検察官が任用される形をとるが、検察官は国側の代理人のバリスタという程度の認識で、弁護士と明確に区別されているわけではなく、正確には検察「官」という概念自体が存在しない。法曹 (bar and bench) は、むしろ、法廷 (bar) の外にいる事務弁護士（ソリシタ）と区別されている。
イギリス法を継受したアメリカ合衆国では、法廷弁護士と事務弁護士の区別がなく、弁護士として実務経験を積んだ者が裁判官、検察官となるので、より広い形で法曹一元が実現しているが、連邦と州、各州間で相当異なる制度が採用されており注意が必要である。また、イギリスと異なり、基本的に大学に法学部というものがなく、ロー・スクールを卒業し実務経験を積んだ者が研究者となって学者になるというステップを踏むので、法曹三者のみならず、学者との人材交流も相当広いものとなっている。

### 日本
日本国憲法80条は「下級裁判所の裁判官は、最高裁判所の指名した者の名簿によつて、内閣でこれを任命する。その裁判官は、任期を10年とし、再任されることができる。」と規定している。敗戦後に英米法、とりわけアメリカ法の影響を強く受けた法曹一元制を前提とした規定を置いており、これを受けて裁判所法42条1項は、判事の資格としては、10年以上の法曹・法律学者としての経験が必要と規定している。もっとも、裁判所法43条は司法修習を終了した者の中から直ちに判事補を採用することができるとし、10年判事補として経験を積んだ者も判事の資格を有するものとされており、1955年（昭和30年）頃からはこちらのルートから判事になるキャリア裁判官がほとんどとなり、キャリア制度を採用したのと全く変わらない運用がなされている。
1988年（昭和63年）には一定の経験年数を有する弁護士から判事を採用する弁護士任官制度が再開された。しかし、実際に弁護士から判事に任官された者は、導入から2003年（平成20年）までの15年間でわずか60人と極めて少なく、弁護士任官制度はほとんど機能していない。その原因は、最高裁判所の全ての権限を掌握している最高裁判所事務総局が権力に従順で扱いやすい若手の司法修習生だけを採用する現行の判事補制度に強く固執しており、弁護士任官制度の運用に極めて消極的であること、また弁護士の側も自営業・自由業である弁護士の業務から離れてまで制約の多い裁判官への任官を希望する者が少ないことによる。現在、高木新二郎などのように弁護士から裁判官に任官した者が高等裁判所の部総括判事（裁判長）や小規模な地方・家庭裁判所の所長に任命された例は存在するが、最高裁判所裁判官や高等裁判所長官に任命された例は存在しない。
こうした状況に対して、最高裁判所と日本弁護士連合会は協議の結果2001年に「弁護士任官等に関する協議のとりまとめ」を合意・発表し、さらに調停事件に限定した「非常勤裁判官制度」が導入された。キャリア裁判官や検察官の側にも、2005年より「判事補及び検事の弁護士職務経験に関する法律」が施行された。2016年現在で常勤の弁護士出身裁判官は116人、非常勤裁判官経験者は484人、判事補・検事の弁護士職務経験者は189人となっている。